# Myoporum tenuifolium
Myoporum tenuifolium är en flenörtsväxtart som beskrevs av G. Forster. Myoporum tenuifolium ingår i släktet Myoporum och familjen flenörtsväxter. Utöver nominatformen finns också underarten M. t. parviflorum.